# Buota
Buota est un village de Tarawa-Nord situé dans les îles Gilbert, aux Kiribati. 
C’est le village le plus peuplé de Tarawa-Nord, situé au sud de l’île, et à proximité immédiate de Tarawa-Sud dont il est séparé par un chenal.

## Démographie
Ce village comptait 1 871 habitants en 2015.